# Гусейнов, Айхан Илхамович
Айха́н Илха́мович Гусе́йнов (род. 3 сентября 1999, Санкт-Петербург, Россия) —  российский футболист азербайджанского происождения, полузащитник клуба «Туран».

## Карьера
Воспитанник петербургского «Зенита». В 17-летнем возрасте ему поступали предложения от одного из клубов Азербайджана, также его дважды приглашали в юношескую сборную Азербайджана, но из-за отсутствия азербайджанского гражданства он перестал получать приглашения. В январе 2019 года пополнил ряды «Ленинградца». В июле того же года перешёл в «Нижний Новгород». В зимний перерыв покинул клуб. и подписал контракт с «Уралом». За основную команду провёл единственный матч в Кубке России 16 сентября против ульяновской «Волги» (3:0), заменив на 85-й минуте Артёма Шаболина. Также выступал за фарм-клуб екатеринбургского клуба. В феврале 2021 года пополнил ряды клуба «Олимп-Долгопрудный». В сезоне 2021/22 защищал цвета клуба «Химки-М». В июле 2022 года проходил просмотр в азербайджанском «Туране», с которым подписал контракт. В элитном дивизионе дебютировал 8 августа в матче против «Габалы» (0:2).

## Достижения
- Победитель зоны «Запад» Второй лиги: 2020/21